# K.k. Landesschützen
I  k.k. Landesschützen ("bersaglieri regionali") erano un corpo militare a reclutamento di leva appartenente alla k.k. Landwehr, l'esercito nazionale austriaco, che dal 1869 al 1918 è stato parte delle forze armate austro-ungariche (insieme al Gemeinsame Armee, l'esercito comune, e al Magyar királyi honvédség, l'esercito nazionale ungherese).
I k.k. Landesschützen erano reclutati nel Tirolo (che al tempo includeva anche il Trentino) e nel Vorarlberg. Dal 1906 costituivano assieme ai reggimenti fanteria n. 4 e 27 della k.k. Landwehr, utilizzati come Landwehrgebirgsregimenter, la k.k. Gebirgstruppe, le truppe da montagna delle forze armate dell'impero austro-ungarico. Con la Reitende Tiroler Landesschützendivision esisteva anche un reparto a cavallo dei k.k. Landesschützen. Quest'ultimi furono reclutati dal 1910 anche nella zona di reclutamento di Praga.
A partire dal 16 gennaio 1917 vennero ribattezzati Kaiserschützen (lett.: "bersaglieri imperiali").

## Storia

Sottufficiale dei Landesschützen in alta montagna (Dolomiti, 1916)

Nel 1867 l'Impero d'Austria adottò un nuovo assetto istituzionale e divenne "Impero austro-ungarico" (Oesterreichisches-Ungarisches Reich); di conseguenza vennero create, all'interno dell'Impero, due entità nazionali ciascuna con proprio Parlamento, e una propria autonomia amministrativa: l'Impero austriaco (Kaisertum Österreich) e il Regno d'Ungheria (Magyar Királyság). Monarca unico per l'uno e l'altro Regno era l'Imperatore Francesco Giuseppe I, Imperatore d'Austria e Re d'Ungheria.
All'Ungheria venne concesso un esercito nazionale, detto Magyar királyi honvédség (Regio Esercito Ungherese), composto di soldati ungheresi e incaricato della difesa territoriale dell'Ungheria, che si affiancava all'Esercito imperiale-regio (Kaiserliches und Konigliches Heer) già preesistente.
Nel 1869 anche il Parlamento austriaco reclamò lo stesso privilegio e venne autorizzata la creazione di una forza militare austriaca, la kaiserlich-königliche Landwehr (o k.k. Landwehr) dotata di cavalleria e artiglieria e servizi esattamente come l'Esercito imperiale e la Honvéd. L'Impero austro-ungarico si trovò così ad avere tre eserciti: l'Esercito comune, la Landwehr austriaca e la Honvéd ungherese. A differenza degli altri due eserciti, a reclutamento regionale, l'Esercito comune reclutava i soldati da tutte le province dell'Impero.

### Nascita deiLandesschützen (1870)
I Landesschützen nascono come evoluzione degli Schützen tirolesi, una milizia per la difesa territoriale di leva, fondata nel 1704. Questi non erano un corpo militare in senso stretto, ma una milizia a reclutamento volontario, disponibile in caso di necessità e i cui membri si esercitavano regolarmente all'uso delle armi da fuoco. Gli Schützen (in quanto milizia) non potevano essere impiegati al di fuori del territorio del Tirolo. Tale milizia era in parte basata sull'antico Landlibell del 1511, che regolava le questioni di carattere militare fra il Tirolo, il Principato Vescovile di Trento e di Bressanone, istituendo una difesa territoriale con regole comuni.
In seguito alla legge regionale del 1870 "Regola per la Difesa Territoriale del Tirolo" furono costituiti dal 1871 al 1893 nell'ambito della k.k. Landwehr dieci k.k. Landesschützen-Bataillone ("battaglioni dei difensori del paese" o "tiratori territoriali").  Va tenuto presente che, dopo il 1815 e fino al 1918, per Tirolo si intendeva tutta la regione denominata Contea Principesca del Tirolo (Gefürstete Grafenschaft Tirol) che si estendeva da Kufstein fino a Borghetto sull'Adige ed era formata dal Tirolo settentrionale e occidentale austriaci, dall'Alto Adige e dal Trentino. Tre battaglioni prestavano servizio nell'attuale Trentino, a Mezzolombardo, Riva del Garda e Trento.

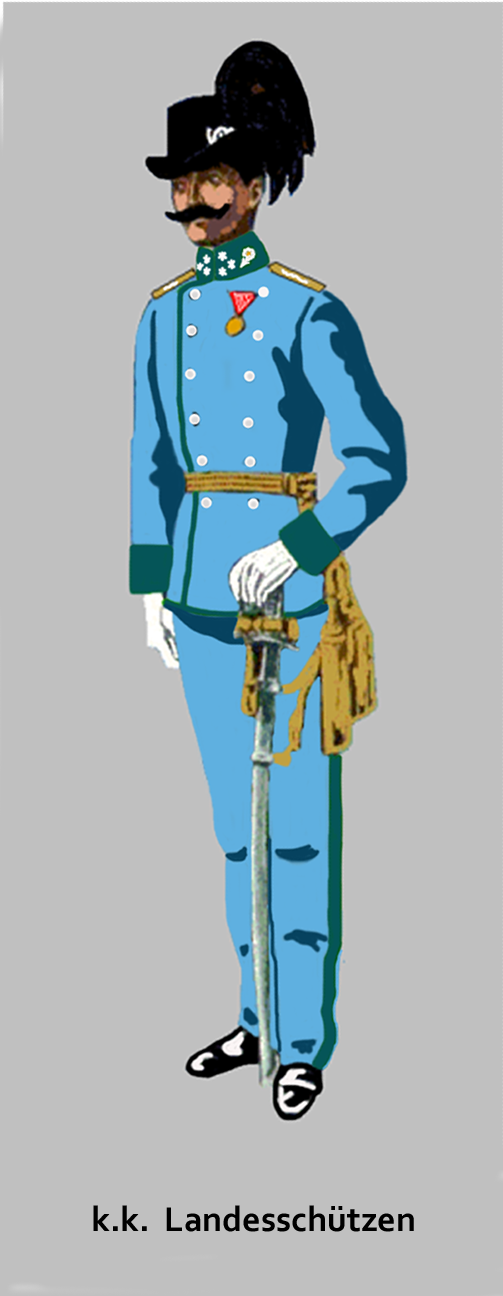
Capitano dei Landesschützen in tenuta da parata (Paradeanzug)

Nel 1893 con i dieci battaglioni si formarono i reggimenti I, II e (nel 1903) III dei k.k. Landesschützen. Nel 1906 i reggimenti I e II furono dichiarati di “alta montagna”, inquadrate nelle k.k. Gebirgstruppe; in tal modo i Landesschützen tirolesi divennero le prime truppe alpine dell'area linguistica tedesca.
Nel 1872 fu costituita anche un reparto di cavalleria dei Landesschützen denominato Landesschützen zu Pferd in Tirol und Voralberg. Fu il primo reparto di cavalleria della k.k. Landwehr. Nel 1894 cambiò nome in Division Berittene Tiroler Landesschützen e nel 1910 in Reitende Tiroler Landesschützendivision con sede dello stato maggiore a Trento.

### Mobilitazione

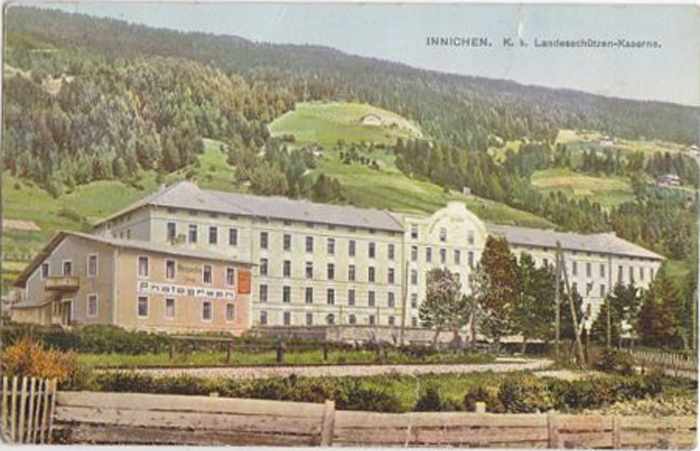
La caserma di Innichen (San Candido) sede del comando del III Reggimento Landesschützen, in una immagine di inizio '900.

Nell'agosto 1914 i tre reggimenti k.k. Landesschützen furono inviati al fronte in Galizia e inquadrati nel XIV Corpo d'Armata (composto da truppe del Tirolo, del Vorarlberg, del Salisburghese e della Bassa Austria). Qui parteciparono a sanguinosi scontri contro l'esercito zarista che causarono forti perdite nelle unità (quasi 5000 uomini nei 3 reggimenti) sostenuti nelle battaglie di L'vov, Grodek, Plica, Horodek e altre. Ancora, la 44ª k.k. Schützendivision, di cui facevano parte, fu duramente impegnata nei cruenti combattimenti dell'offensiva di primavera del maggio 1915 contro l'esercito imperiale russo.
I k.k. Landesschützen furono rimpatriati nel Tirolo appena nell'autunno 1915 difatti, con l'entrata in guerra del Regno d'Italia, si realizzava la clausola difensiva dell'antica normativa tirolese e tutti i reparti furono impiegati su tutto il fronte tirolese, dall'Ortles all'Adamello e dal Lago di Garda all'altopiano di Asiago, al Pasubio, alle Dolomiti.

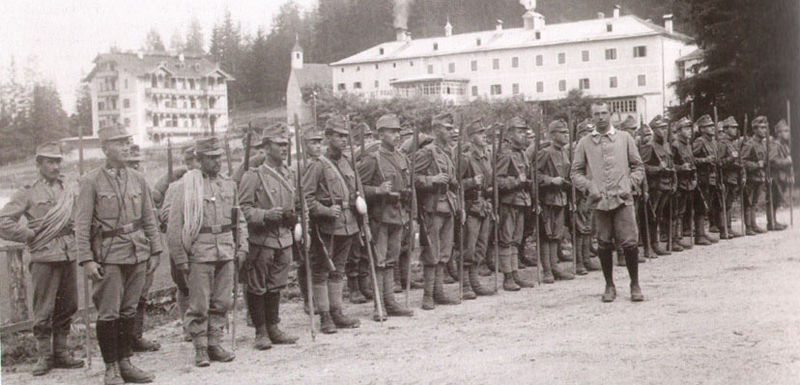
Immagine del 1917 che mostra una compagnia d'alta montagna (Hoch-Gebirgskompanie) dei k.k. Kaiserschützen a Bagni di Braies Vecchia (Bad Altprags) in Val Pusteria. Questi soldati erano specializzati nell'allestire sentieri e postazioni, e pattugliare le zone alpine alle alte quote.

Durante il conflitto, la loro forza combattente aumentò vertiginosamente (un reggimento che nel 1914 aveva 6 mitragliatrici, nel 1916 ne aveva almeno 24) e i k.k. Landesschützen crearono delle unità speciali: analogamente alla fanteria della k.k. Landwehr e del K.u.K. Heer, vennero formate delle Sturmkompanien ("compagnie d'assalto") già nel settembre 1915, formate dagli elementi più audaci e sottoposte a un intenso addestramento a Pinzolo, Moena e Riva del Garda; si rivelarono molto spesso cruciali in molte azioni di guerra. 
Particolarmente si distinsero nella Strafexpedition del 1916, nella battaglia dell'Ortigara, nella Operation Lawine ("Operazione Valanga") del 1918. La più celebre delle loro imprese di guerra è la conquista della Punta San Matteo nel gruppo del Cevedale il 3 settembre 1918, impresa memorabile per valore militare e abilità alpinistica, e la precedente conquista della cresta dei Monticelli sopra il Passo del Tonale nel giugno 1918.
In generale, i k.k. Landesschützen dovettero tenere un fronte di alta montagna, cosa già di per sé mai tentata in precedenza, in assetto da guerra per 12 mesi all'anno, un'impresa che metterebbe a dura prova i reparti alpini odierni: se si considerano i mezzi, i materiali e gli equipaggiamenti dell'epoca, l'assistenza medica sommaria, i trasporti e i rifornimenti pressoché inesistenti (tutto andava trasportato a spalla e solo nella buona stagione e solo durante la guerra fu realizzato un efficiente sistema di teleferiche che però non arrivava certo dovunque), le scarse risorse di un territorio (il Tirolo) stremato dalla guerra, e tutto ciò costituisce sicuramente un'impresa militare di rilevanza storica.
Come premio per il valore dimostrato nei combattimenti sostenuti, i tre reggimenti furono nominati Kaiserschützen dall'imperatore Carlo I d'Austria il 16 gennaio 1917 a Calliano durante una sua visita al fronte trentino.

### Prima guerra mondiale
Nel 1914, allo scoppio della prima guerra mondiale, tutti e tre i reggimenti furono inquadrati nella 88ª Brigata Landesschützen, che a sua volta faceva parte della 44ª Divisione Landwehr. Secondo il regolamento vigente nella Landwehr austriaca, venne mobilitata la riserva (detta Landsturm) composta dai militari in congedo fino ai 42 anni; era previsto che con essi ogni battaglione in servizio attivo ne mobilitasse un altro, perciò ogni reggimento della Landwehr, in tempo di pace formato da tre battaglioni, in tempo di guerra ne aveva sei, più un settimo che fungeva da battaglione complementi e addestramento (Ersatzbataillon). La forza di un reggimento salì perciò da 1400 a più di 4200 uomini. Calcolando anche il battaglione complementi, gli effettivi salivano a oltre 5000 uomini.

Esempi dell'ambiente in cui dovettero vivere e combattere i Landesschützen.

### k.k. Landesschützen-Regiment "Trient" N. I

Manifesto illustrato del I° Reggimento Landesschützen "Trento" (Trient), di epoca anteguerra.

comandante: (dal 1914 al 1918) Oberst Adolf Sloninka von Holodow - vicecomandante: Oberstleutnant Johann Nowak - aiutante maggiore: Major Karl Hochleitner (1914-1916), Major Rodolfo Florio (1917-1918)
Mobilitato il 1º agosto 1914, combatte a Dunajow, Leopoli e in ottobre nella disfatta di Przemyśl in Galizia, dove i suoi effettivi vennero in massima parte presi prigionieri dai russi.
Il ricostituito reggimento nel gennaio 1915, prende parte alle battaglie di Chrew e Horodek. Partecipa all'offensiva contro le armate zariste dell'8-17 maggio 1915, distinguendosi nelle battaglie di Krywe e Sokolowa Wola. Dall'agosto 1915 è trasferito in tradotta dalla Polonia al fronte dell'Isonzo dove combatte sul monte Sei Busi e sul M. S. Michele. Nel dicembre 1915 il reggimento viene trasferito in Trentino: i battaglioni I, II e III presidiano la linea d'alta quota Passo del Tonale-Albiolo-Cresta dei Monticelli-Passo Paradiso. Il IV battaglione invece è distaccato nelle Giudicarie.
Da gennaio a marzo 1916, il reggimento si trasferisce in Valsugana lasciando solo il II battaglione sul Tonale (dove resterà fino a fine 1917); il 24 aprile il IV battaglione viene sciolto e il reggimento combatte a Portella, sul monte Collo e su monte Carbone. A maggio, il reggimento non partecipa alla Strafexpedition restando invece in riserva, anche se si segnala per un brillante attacco a sorpresa con un plotone guide alpine che scalano le fiancate dell'altopiano di Vezzena. Attraverso la Vallarsa, il reggimento coi due battaglioni rimasti attacca il 30 maggio il Passo Buole (Pasubio), subendo una pesante disfatta in quella che passò alla storia come "le Termopili d'Italia". Lasciato il Pasubio ai Kaiserjäger, si ritira sul Coni Zugna-Monte Corno-Forte Pozzacchio. Il 10 luglio 1916, il III battaglione respinge un violento attacco del battaglione Alpini "Vicenza" al Monte Corno, catturando tra gli altri Cesare Battisti e Fabio Filzi.

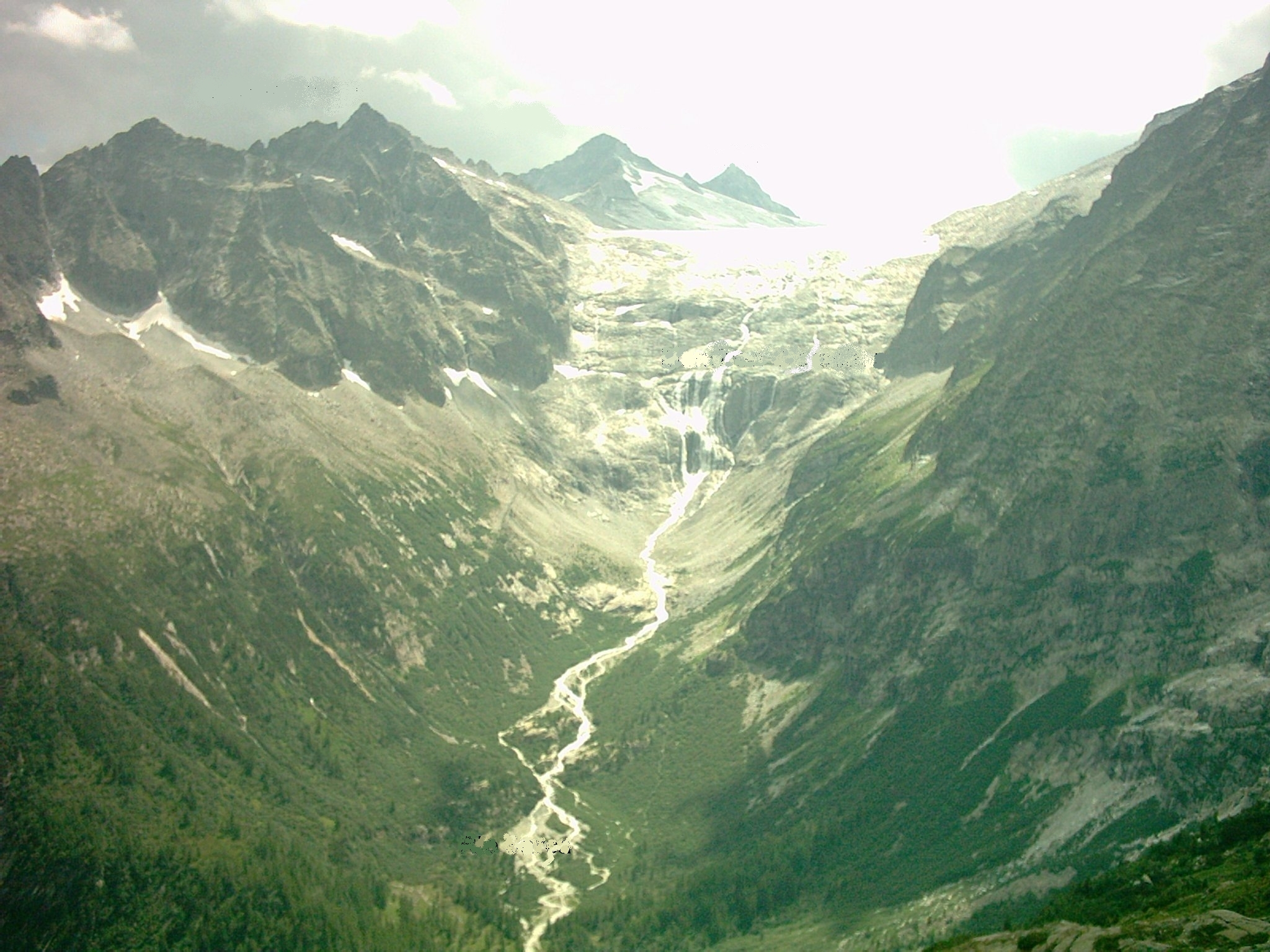
L'alta Val Genova (TN), porta d'ingresso del ghiacciaio dell'Adamello: a destra, il gruppo delle Lobbie (Lobbia Alta e Lobbia Bassa) e al centro l'estrema lingua della Vedretta della Lobbia, da cui sgorga il Sarca di Genova. Le cime talvolta superano i 3000 m di quota, quest'immagine dà l'idea del terreno su cui dovettero combattere i Kaiserschützen.

Nel marzo 1917 viene trasferito in riposo a Trento e ribattezzato Kaiserschützen-Regiment n. I "Trient"; e a giugno è assegnato al 3º Corpo d'Armata, nel settore dell'Ortigara. Qui, il 19 giugno, viene fatta brillare la colossale mina sotto il Monte Zebio (Gallio), e il cratere viene occupato dai due battaglioni, i quali poi combatteranno a difesa dell'Ortigara fino a ottobre. Qui li attende la grande offensiva di Caporetto: trasferiti a Laives e poi a Tarvisio, con massacranti marce notturne il reggimento raggiunge la conca di Plezzo e il 24 ottobre si lancia all'attacco del monte Stol, e lo conquista il 26; Gemona cade nelle mani dei Kaiserschützen il 29, assieme a 1000 prigionieri; il 5 novembre il reggimento raggiunge e attraversa il Tagliamento e attraverso Farra d'Alpago, attraverso violenti scontri con unità italiane isolate, giunge il 21 novembre sul Grappa.
Il 27 novembre viene trasferito dal Tonale il II battaglione, fino all'altopiano di Asiago, dove il 6 dicembre assalta il monte Sisemol e conquista Gallio. Il fronte quindi si stabilizza e i tre battaglioni si congiungono sul Grappa, distinguendosi nella difesa del monte Tomba contro gli attacchi dei Chasseurs des Alpes francesi giunti in soccorso degli stremati italiani. Il I reggimento resta sul Grappa sino a primavera 1918, quando viene inviato a Bolzano per un turno di riposo e addestramento e assegnato alla 22ª Divisione Schützen. Il 13 giugno attacca il Passo del Tonale, poi viene schierato tra il Tonale e il ghiacciaio del Presena. Qui prende parte ai violentissimi combattimenti della "Lawine Expedition" che fallirà con pesanti perdite; dopo di ciò il reggimento resta a difesa del Tonale respingendo gli ostinati attacchi italiani. Il 3 settembre il 22º battaglione d'assalto dei Kaiserschützen (k.k. Sturm-Bataillon n.22), formato quasi interamente dai plotoni d'assalto del reggimento, conquista il monte Mantello e la Punta S. Matteo sul Cevedale, nella "battaglia più alta della Storia", in cui il sottotenente Toni Kaaserer è decorato con l'Ordine di Maria Teresa, la più alta decorazione al valore austro-ungarica. Fu questa l'ultima impresa militare del reggimento: il 4 novembre 1918 viene raggiunto dall'armistizio e cede le armi in Val di Sole.

### k.k. Landesschützen-Regiment "Bozen" N. II
comandante: Oberst Karl Josef Stiller

Venne mobilitato, come gli altri reggimenti, il 1º agosto 1914. Inviato al fronte in Galizia dove combatte a fianco dei due reggimenti gemelli (vedi sopra) fino all'estate 1915, perdendo sul campo il 10% degli effettivi. A giugno combatte ancora a Cernowitz. Alla dichiarazione di guerra dell'Italia (24 maggio 1915) il II reggimento ha due battaglioni di marcia in formazione a Bolzano, che vengono subito inviati a difesa del fronte sud (il IX battaglione sul ghiacciaio del Presena e il XI sul monte Coston-altopiano dei Fiorentini). Il 23 luglio 1915, il reggimento inizia il trasferimento via treno per il fronte italiano dove arriva ai primi di agosto sull'Isonzo. Trasferito in Trentino, il 25 agosto combatte sul Passo Vezzena contro un tentativo di sfondamento italiano. A settembre, ai quattro battaglioni si aggiunge il V originato dal XII battaglione di marcia.

Gruppo di Landesschützen in un'osteria di qualche villaggio dell'Alto Adige durante una licenza.

Da ottobre 1915 a aprile 1916, il reggimento schierava i suoi battaglioni come segue: il I a Folgaria, il II a Lavarone, il III a Malga Coe e in val Terragnolo, il IV prima a Folgaria e poi nelle Giudicarie (Dosso dei Morti-Monte Cadria), e il V da Marsilli a Rovereto. Il IX e il XI battaglione mantenevano le loro posizioni sul Presena e sul Monte Coston. A marzo il reggimento si trasferiva a Baselga di Pinè per addestramento e lì veniva sciolto il V battaglione. Il 18 maggio 1916, il reggimento è inviato a Pederzano e poi in Vallarsa, dove dal 21 maggio al 23 giugno combatte violentemente per la conquista dell'altopiano dei Zendri, uno degli obiettivi della Strafexpedition concepita e sferrata dal generale Conrad von Hotzendorf. Dopo la conquista dei Zendri, si schierava a difesa della Vallarsa. Lì il reggimento staziona fino all'ottobre del 1917; il II battaglione invece viene inviato in Val di Fassa il 14 agosto 1916, dove difende il Monte Cauriol. Il III battaglione viene inviato sull'altopiano dei Sette Comuni il 22 marzo 1917, e lì partecipa alla battaglia dell'Ortigara.

Il maggiore dei Landesschützen Konstantin Valentini, comandante dell'operazione che portò alla conquista dei Monti Badelecche, Tondarecar e Sasso Rosso e dell'abitato di Gallio (altopiano di Asiago) nel dicembre 1917, con la cattura di centinaia di prigionieri e di un ingente bottino di armi e materiali. Per quella sensazionale azione, Valentini venne decorato con l'Ordine di Maria Teresa.

Il 6 ottobre, i Landesschützen del "Bozen" sono inviati, con tradotte e marce notturne, a Villach e poi a Plezzo, dove si uniscono al I reggimento (il II battaglione resta in Val di Fassa). Il 16 ottobre, attraverso il passo del Predil i Landesschützen giungono al campo di Pustina. Il 24 ottobre, si scatena la battaglia di Caporetto e i Landesschützen giocano un ruolo importantissimo nella battaglia dell'Aperta e nella sanguinosa conquista di Tarcento dove catturano centinaia di prigionieri. Il 5 novembre attraversano il Tagliamento, sconfiggono un tentativo italiano di contrattacco a Barcis e partecipano all'inseguimento dell'esercito italiano fino al Monte Grappa. Lì si attestano a sud di Feltre, sulla linea Monte Spinoncia-Monte Tomba, fino al marzo 1918. A fine di quel mese il reggimento recupera il II° battaglione e il IV° viene sciolto a causa delle perdite; poi il reggimento si trasferisce in Trentino e fino a ottobre 1918 si schiera sulla linea Zugna Torta - Monte Corno - Monte Spil, dove prende parte a numerosi combattimenti.
L'Austria-Ungheria firma l'armistizio a Villa Giusti alle 15:20 del 3 novembre, con la clausola che sarebbe entrato in vigore 24 ore dopo, alle 15:00. Solo dopo la firma il generale Weber informò che alle truppe imperiali era già stato dato l'ordine di cessare i combattimenti: chiese pertanto l'immediata cessazione delle ostilità. Il generale Badoglio rifiutò in modo netto il diktat e minacciò di proseguire le ostilità. Fu così che le armi cominciarono a tacere il giorno 4 di novembre, verso le 4 del pomeriggio, anche se gli asburgici avevano già cessato arbitrariamente di combattere. Fu in questo contesto che il reggimento viene fatto prigioniero venendo sorpreso il 4 novembre 1918 viene in Vallarsa, dalle truppe italiane entrate in Trentino il giorno prima, al seguito delle truppe austriache in fuga.

#### Curiosità
Il II reggimento Landesschützen fu incaricato di distaccare una compagnia d'onore (Ehrenkompanie) il 20 settembre 1899, presso la cappella commemorativa di Andreas Hofer a Sand in Passeier (oggi San Leonardo in Passiria). Il reparto venne passato in rassegna dall'Imperatore Francesco Giuseppe I d'Austria.

### k.k. Landesschützen Regiment "Innichen" n. III

Il comandante del Landesschützen- Regiment "Innichen" Nr. III (San Candido), colonnello Jozef Hadaszczok. Notare sulla giubba da campo M.09 le controspalline per ufficiali delle truppe da montagna, il salvacolletto di maglia e, al 2° bottone della giubba, la Croce di Ferro tedesca di 2ª classe ottenuta per i combattimenti sul fronte russo in collaborazione con gli alleati germanici.

Comandante: Oberst Hugo Schonerr (-set. 1914), Oberstleutnant Theodor Spiegel (set-ott. 1914), Oberst Josef Stiller (ott-dic. 1914), Oberst Jozef Hadaszcock (dic. 1914 - mar. 1918), Oberst Gabriel Graf von Gudenus (mar-dic. 1918)
Come gli altri reggimenti Landesschützen è mobilitato il 1º agosto 1914 e inquadrato nella 88ª Brigata da Montagna, 44ª Divisione Schützen Landwehr. Partecipa alla campagna di Galizia e Bucovina come gli altri due reggimenti (vedi sopra). Il 24 maggio 1915, l'Italia apre le ostilità e passa il confine in armi: i battaglioni di marcia del III reggimento (X e XI) che sono in addestramento in Tirolo vengono immediatamente inviati sulle Dolomiti, prima a Col di Frugnoni, poi sul Monte Piana e sulle Tre Cime di Lavaredo dove combattono fino ad agosto. Il 18 agosto 1915, il III reggimento rientra dalla Galizia e si attesta sulle Dolomiti dal 20 agosto in avanti, dove il XI battaglione di marcia è ribattezzato V battaglione e fino al 23 ottobre combatte sull'altopiano dei Sette Comuni, a Pioverna Alta. Successivamente, il battaglione si ricongiunge al reggimento che resta sul Col di Lana fino a marzo 1916, quando viene ribattezzato Kaiserschützen-Regiment n. III e inviato a Trento per riorganizzarsi in vista dell' "offensiva Conrad" o Strafexpedition: il 18 maggio è dapprima in riserva, poi duramente impegnato in combattimenti in Vallarsa, sul Passo Buole e sul Coni Zugna, fino al 30 maggio.
A giugno viene avviato in Val di Fassa e poi sulla Marmolada, dove rimane fino a ottobre 1917. Per tutto quel periodo, il III Reggimento combatte una guerra dolomitica caratterizzata da imprese alpinistiche e colpi di mano. Il I battaglione viene soprannominato "Marmolada Bataillon", essendo rimasto sul ghiacciaio della Marmolada ininterrottamente per oltre un anno.
Il 18 ottobre 1917 il Reggimento si trasferisce sul fronte di Plezzo per prendere parte alla 12ª battaglia dell'Isonzo, o battaglia di Caporetto, similmente ai due reggimenti gemelli (vedi sopra). Il 4 dicembre, è sulle Melette di Gallio dove combatte una furiosa battaglia conquistando i monti Badelecche, Tondarecar e Sasso Rosso. Il Major Konstantin Valentini, comandante dell'operazione, è decorato con la più alta decorazione austro-ungarica, l'Ordine di Maria Teresa, per il successo riportato. Rimane lì fino a marzo 1918, quando viene inviato in Vallarsa difendendo Monte Corno dai ripetuti assalti italiani. Lì, il 4 novembre 1918, riceve l'ordine di cessare il combattimento e mentre risale la Vallarsa il reggimento è catturato dagli italiani che avviano i Kaiserschützen in prigionia.

Galleria scavata nel ghiacciaio della Marmolada, 1917. Un gruppo di ufficiali dei Kaiserschützen in posa: l'ufficiale al centro con binocolo ed occhiali da neve è il colonnello Korvin, ispettore delle truppe da montagna. Interessante il completo da sci portato sopra l'uniforme da Korvin e dall'ufficiale all'estrema destra.

Nel giugno 1918, molti soldati e ufficiali del III Reggimento sono incorporati nel 22º battaglione d'assalto dei Kaiserschützen, e il sottotenente Peter Scheider viene decorato con l'Ordine di Maria Teresa per la conquista della Cresta dei Monticelli (Passo del Tonale), l'unico brillante successo austro-ungarico della sfortunata Operazione Valanga (Lawine Expedition).

#### Reparti speciali
Nel 1916, sulla base dell'esperienza maturata nel conquistare e tenere le vette alpine, anche nella stagione invernale, vennero create le Hoch-Gebirgskompanie (Compagnie d'alta montagna), con addestramento ed equipaggiamento speciale per le quote più alte e le condizioni più difficili, che presto vennero affiancate da Bergführerkompanie ("compagnie guide alpine"). Si trattava dei reparti alpini fra i più specializzati dell'epoca, formati da esperti tiratori, rocciatori ed alpinisti; e ben equipaggiate con radio, bussole, binocoli, tute da neve, sci, mitragliatori, granate, esplosivi ecc. Erano reparti specializzati nel conquistare e mantenere posizioni di difficile accesso, e nel trasformarle in postazioni da combattimento in ogni stagione. Sono molti i sentieri e i camminamenti nelle rocce del Trentino e dell'Alto Adige realizzati dai Landesschützen che tuttora sono percorsi dagli alpinisti.
I Kaiserschützen compirono, nel 1914/18, imprese notevoli. Salirono sulle vette e sui passi di confine con l'Italia, occupati dagli Standschützen del Tirolo nei primi giorni di guerra, e da lì più non si mossero, trasformando quelle vette (molte delle quali pressoché inviolate allora) in fortezze inespugnabili solo con le loro braccia. Dovettero realizzare strade e sentieri, teleferiche, linee telefoniche, depositi, magazzini laddove non c'erano che sassi e rocce, e pascoli. Come scrive H. von Lichem:
(H. von Lichem, der Krieg im Fels und Eis, Athesia, 1985.)

## Uniformi e insegne

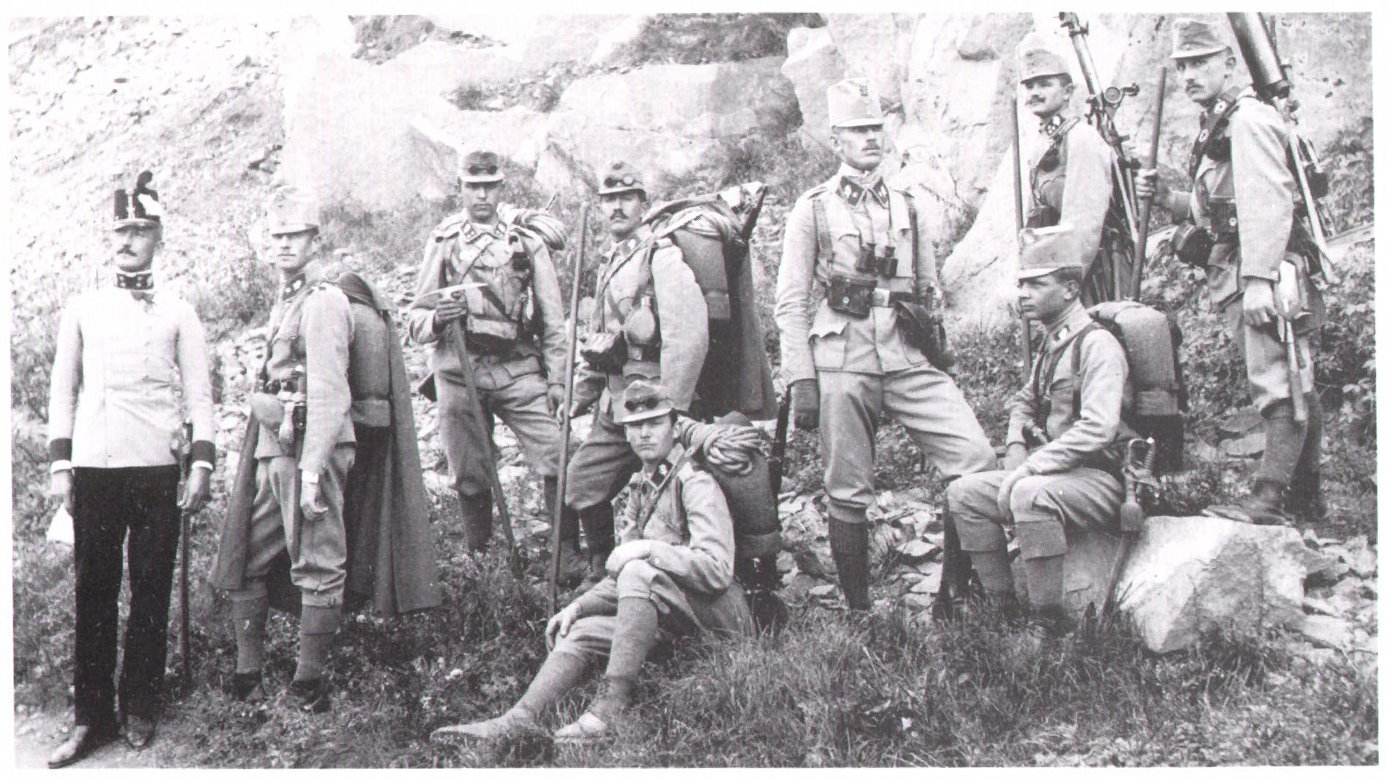
Landesschützen in assetto da combattimento durante un'esercitazione prima del 1914. Si nota chiaramente l'uniforme delle truppe da montagna austriache. Si vedono: la mantella alpina, specifica delle truppe da montagna, le coperte da campo affardellate sugli zaini e la corta sciabola da montagna portata dal sottufficiale seduto a destra. Notare anche la mitragliatrice Schwarzlose M.07 portata dal militare all'estrema destra. Il quarto militare da destra, con il binocolo, è un Leutnant (sottotenente) in tenuta da campo. Il militare all'estrema sinistra è un ufficiale in tenuta ordinaria.

L'uniforme dei Landesschützen era la stessa della Landwehr austriaca, cioè giubba a un petto e con colletto chiuso e dritto (Stehkragen) con mostrine verdi e bottoni di zinco, con controspalline, pantaloni dritti, berretto con fascia abbassabile (per proteggere le orecchie) fermata da due bottoni, pastrano, tutto di panno grigio-azzurro chiaro (Hechtgrau). Un cinturone di cuoio nero M. 88 con fibbia in metallo a placca, recante l'aquila bicipite, e la baionetta con relativo fodero completavano la tenuta da servizio. I bottoni recavano il numero del reggimento in cifre romane.
La giubba ordinaria (Waffenrock) da parata e da servizio degli ufficiali era a doppio petto, color grigio-azzurro chiaro (Hechtgrau) con bavero e paramani color verde erba, pantaloni neri con bande laterali (Lampassen) in velluto verde-erba, berretto (Kappi) a visiera in velluto nero. Sulla giubba, gli ufficiali dei Landesschützen/ Kaiserschützen portavano anche delle spalline semifisse (Schulterklappen) in velluto verde erba, bordate da un gallone di 9mm di filo d'argento fermate da un bottone di metallo argentato che recava impresso, in numeri romani, il numero del reggimento. Al centro delle controspalline c'era ricamato il monogramma imperiale "FJI", ossia Franz Josef Imperator, sormontato dalla corona imperiale (dal 1917 vi era la "K" di "Karl").
Nel 1908 venne adottata un'uniforme da combattimento specificamente studiata per le truppe da montagna, (Gebirgs-Feldanzug) in panno di lana grigio-azzurro (Hechtgrau, lett. "grigio-luccio"), denominata M.08 e composta da una giubba con tasche applicate, pantaloni alla zuava (Kniehose), calzettoni di lana (Wadenstutzen) al ginocchio, scarponi alpini di cuoio grasso (Bergschuhe) pesantemente chiodati, anche sui bordi. Sul colletto rivoltato della giubba erano portate delle mostrine rettangolari in panno verde erba (Kragenspiegel), con le insegne di grado. Non si portavano calze, ma pezze da piedi (Fusslappen) in cotone o lana, su cui si infilavano i calzettoni.
Gli ufficiali portavano come uniforme da campo la stessa divisa, con un cinturone differente (in cuoio naturale anziché nero e fibbia a placca in due pezzi, con monogramma imperiale) e con calzettoni al posto delle pezze da piedi.

### Equipaggiamento individuale

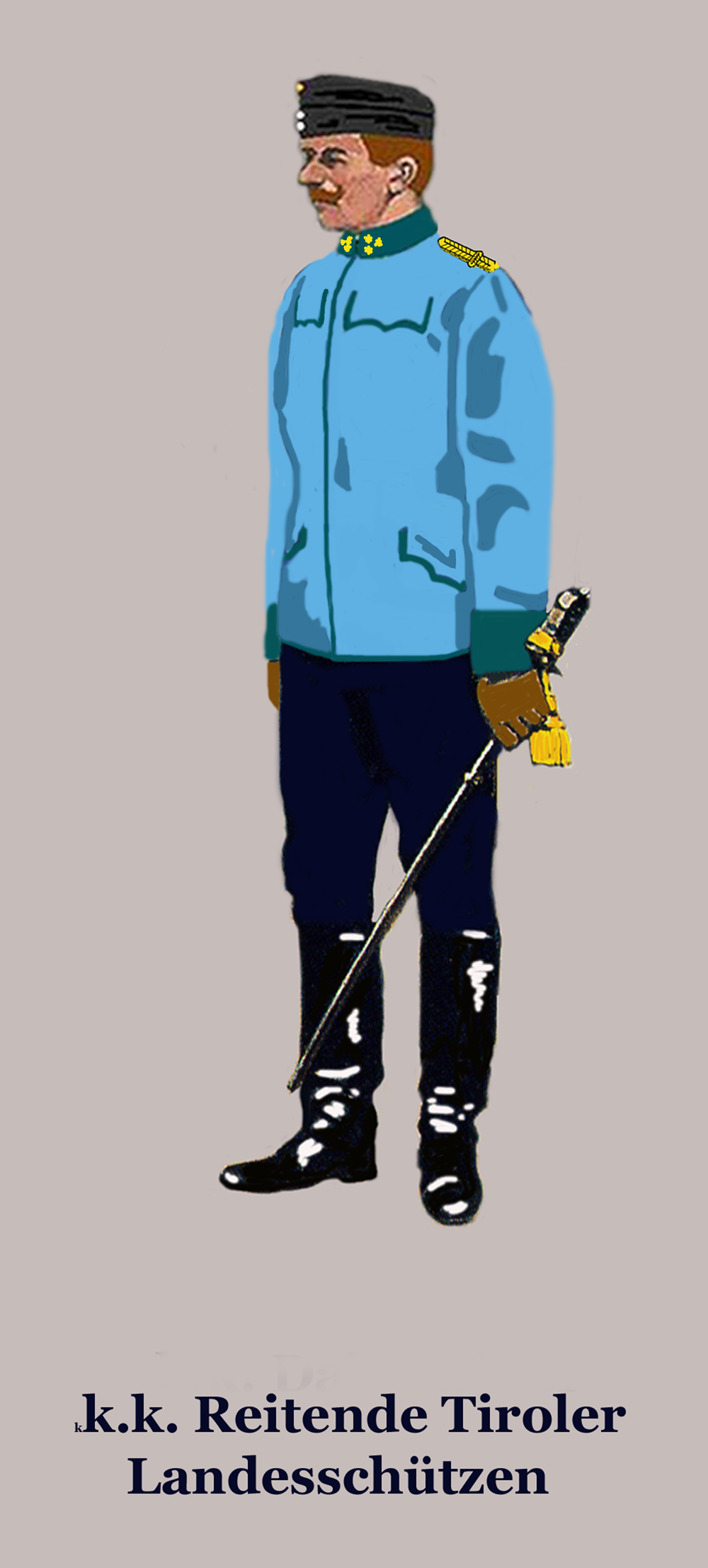
Militare dei k.k. Reitende Tiroler Landesschützen, un reparto di Landesschützen a cavallo creato per prestare servizio nei fondovalle alpini più ampi

L'equipaggiamento da campo e da combattimento individuale era fondamentalmente il medesimo previsto per la fanteria della Landwehr ed era perciò costituito da:
- cinturone (Koppel) e spallacci in cuoio nero (Tragesatz) M.88 (dal 1908 in cuoio marrone), tascapane (Brotbeutel) in tela, borraccia (Feldflasche)
- gavetta (Ess-schale) M.10 in ferro stagnato o, dal 1913, M.13 in ferro smaltato a fuoco. Non si usava per cucinare né scaldare i pasti ma solo per consumarli. Ogni cinque uomini veniva distribuita una gavetta più grande, in tre pezzi, detta Infanterie-Kochgeschirr da 3 litri di capacità, sufficiente per cucinare o riscaldare il rancio di 5 uomini.
- borraccia M.10 in ferro smaltato (Infanterie-Feldflasche) da 0,50 litri, provvista di gavettino con manico inserito nella parte posteriore, che durante il conflitto venne affiancata da vari modelli in alluminio o in ferro stagnato, e anche dalle borracce tedesche M.15 in alluminio rivestite in panno grigioverde. La borraccia si portava nel tascapane, in un apposito scomparto.
- quattro giberne (Patronentaschen) in cuoio marrone M.95 per le munizioni (ciascuna contenente 2 caricatori da 5 colpi)
- coperta da campo (Felddecke)
- vanga da fanteria M.10 (Infanterie-Feldspaten), con custodia in cuoio da portare al cinturone.
- dal 1917, elmo d'acciaio (Stahlhelm) M.1916 di produzione tedesca o M.1917 di produzione austriaca. Molto usati anche gli elmi Berndorfer, sempre di produzione austriaca.
- dal 1916, maschera antigas in cuoio (Leder-Gasmaske) con filtro frontale a cartuccia rimovibile.

In aggiunta era data in aggiunta ulteriore attrezzatura specifica per la montagna: piccozza (Gebirgs-pickel), bastone da montagna (Alpenstock), mantella alpina (Alpenkragen mit Kapuze) in panno con cappuccio e mostrine al bavero, giudicata più comoda del pastrano perché il soldato poteva indossarla o toglierla a seconda della necessità direttamente sopra lo zaino e l'equipaggiamento, e un caratteristico zaino alpino detto "tirolese" (Tiroler Gebirgsrücksack) in robusta tela con tasche esterne, riservato solo alle truppe alpine. Allo scoppio del conflitto, ai Landesschützen mobilitati vennero distribuiti anche zaini da fanteria M. 87 (Kalbfell Tornister) in pelle di vitello.

Mostrina (Kragenspiegel) da maggiore (Major) delle truppe da montagna, Landesschützen-Gebirgsschützen, realizzata su base di velluto verde erba su cui è cucito un gallone (Kragenborte) in filo d'argento largo 33 mm, sul quale è applicata una stella alpina (Edelweiss) ricamata in filo d'argento su velluto verde erba, con una stelletta di grado (Gradsterne) ricamata in canottiglia dorata. Dimensioni totali 80x40mm (secondo il regolamento del 1910); venivano utilizzate per l'uniforme da campagna (Feldbluse) M.09, M.15 e M.17, mentre per l'uniforme ordinaria (Waffenrock) il gallone di grado ricopriva l'intera circonferenza del bavero di velluto verde.

Ogni due uomini veniva inoltre distribuito un telo da tenda (Zeltbahn) in cotone impermeabilizzato color nocciola che poteva essere utilizzato anche come mantella per la pioggia: quattro teli uniti invece costituivano una tenda per quattro uomini.
Durante l'offensiva di Caporetto (ottobre-novembre 1917) con la quale le truppe imperiali (coadiuvate dai tedeschi) sfondarono il fronte dell'Isonzo, vennero catturate enormi quantità di materiale bellico italiano: anche i Landesschützen si impadronirono di grandi scorte di vestiario ed equipaggiamento e negli ultimi mesi di guerra, stante anche la difficoltà nel reperire rifornimenti dall'Austria, vi erano interi battaglioni di Landesschützen equipaggiati con materiale italiano di preda bellica.

### Armi individuali e di reparto
Le armi dei Landesschützen  erano le stesse della fanteria Landwehr e dell'esercito imperiale: fucile Mannlicher M.95 (M.95 Mannlicher Repetiergewehr), a ripetizione manuale, calibro 8x50R, a cinque colpi, lungo 127 cm, con gittata efficace di 400 passi (300 metri) e gittata utile massima di 2000 passi (1500 metri). Venne poi realizzata una carabina corta detta Repetier-Stutzen, lunga 100 cm, più maneggevole in montagna. Altre armi individuali comprendevano la baionetta M. 95, da inastare sul fucile, e le bombe a mano.

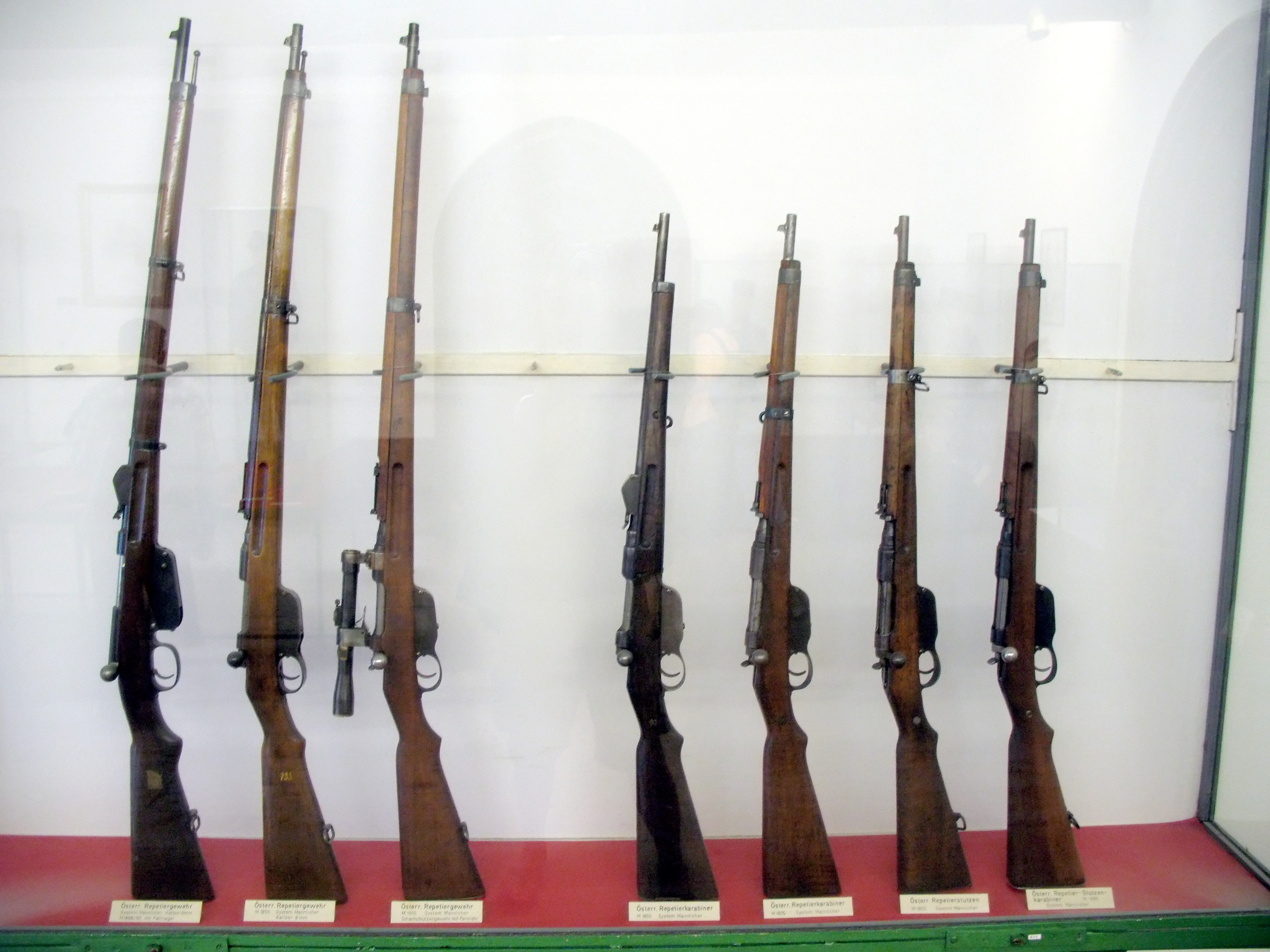
Una serie di fucili Mannlicher in dotazione alle forze armate austro-ungariche, e anche ai Landesschützen/ Kaiserschützen. Da sin a dx: fucile M.90 - fucile M.95 - fucile M. 95 da cecchino (Scharfschützen-Gewehr) con cannocchiale Akja da 4 ingrandimenti - tre carabine M.95 (Gendarmeria, Cavalleria e Truppe d'Assalto) e infine un Repetier-Stutzen M. 95, arma specifica per le truppe da montagna.

Anche le armi corte (pistole) erano le stesse della normale fanteria: pistole Roth-Steyr M1907 ed M.12, revolver Rast & Gasser M1898. Una speciale sciabola da truppe alpine (Gebirgssäbel), mod. 1862, più corta di quelle normali, venne data in dotazione a ufficiali e sottufficiali dei Landesschützen ma durante il conflitto mondiale venne ben presto abbandonata.
Le armi di reparto dei Landesschützen/Kaiserschützen comprendevano la mitragliatrice (Maschinengewehr abbreviato MG) Schwarzlose M.07, adottata nel 1907, e la successiva M.07/12, in calibro 8x50R, che durante il conflitto divenne protagonista della guerra in montagna piazzata in ricoveri, gallerie e postazioni fortificate realizzate appositamente per sfruttare al massimo il suo campo di tiro, e si rivelò un'arma di grande efficacia; altra arma di accompagnamento ampiamente usata fu il cannoncino da trincea Skoda cal. 3,7 cm, e i lanciabombe leggeri.

### Distintivi e insegne specifici per le truppe da montagna

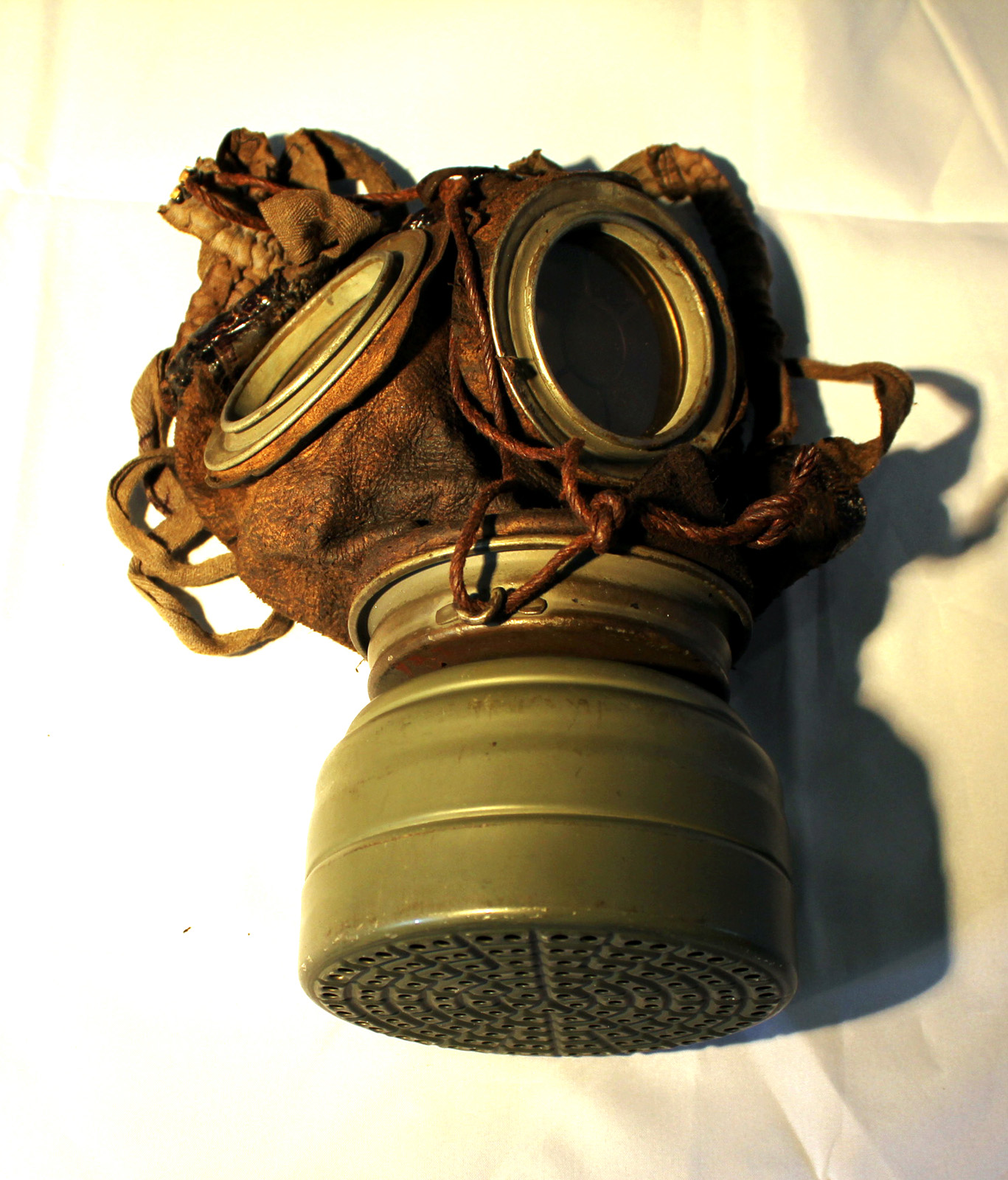
Maschera antigas Leder-Schutzmaske M.1917, di produzione tedesca, in cuoio e tela impermeabilizzata, con oculari in celluloide e filtro frontale amovibile a vite a cartuccia, a carboni attivi impregnati. Si tratta della maschera antigas più efficace della 1ª guerra mondiale, ottimamente concepita e costruita, rimasta a modello praticamente fino ad oggi. Era custodita in un contenitore cilindrico in metallo stagnato verniciato in grigioverde (tedesco) o marrone (austriaco), con una cinghia per portarla a tracolla. Ogni militare, di qualunque grado, doveva sempre portarla con sé.

Distintivo peculiare dei Landesschützen/Kaiserschützen erano le mostrine previste per tutte le truppe da montagna della Landwehr austriaca (l'esercito imperiale non aveva truppe alpine intese come tali: i famosi Kaiserjäger infatti erano fanteria scelta), costituite dal bavero della giubba interamente in panno colore verde erba, recante applicata su ogni lato del colletto la stella alpina (Edelweiss), in metallo stampato per la truppa e ricamata in argento per gli ufficiali. Le spalline della giubba erano anch'esse in panno verde erba, recanti il numero del reggimento in numeri romani (ossia I, II, o III) di metallo stampato.
Gli ufficiali portavano, anche sull'uniforme da campo, delle controspalline rettangolari specifiche per gli ufficiali delle truppe da montagna, in panno verde erba (Schulterklappen) bordate da un gallone d'argento (Distinktionsbörte) e fermate da un bottone d'argento che recava, in numeri romani, il numero del reggimento. Al centro delle controspalline era ricamato il monogramma imperiale "FJI", ossia Franz Josef Imperator, sormontato dalla corona imperiale (dal 1917 vi era la "K" di "Karl").
Sul berretto da campo, che replicava la forma di quello ordinario ma era di panno grigio-azzurro chiaro, era fissata una coccarda metallica con il monogramma imperiale "FJI", in uso a tutte le forze armate austro-ungariche. Gli ufficiali non portavano coccarda sul berretto da campo, ma (unico caso in tutte le forze armate asburgiche) il monogramma imperiale con la corona, ricamato in filo dorato su velluto verde erba, riservato espressamente alle truppe da montagna.
I Landesschützen/Kaiserschützen di ogni grado portavano inoltre sul berretto, con tutte le uniformi, un piumetto realizzato con le penne caudali del gallo forcello (Spielhahnstoss) (nei primi anni di fondazione, di avvoltoio (Geierfederstoss). Questo era il distintivo specifico ed esclusivo dei Landesschützen/Kaiserschützen del quale erano orgogliosissimi. Il loro grido di guerra era: "Juhui!"
Nel 1915 fu adottata per tutte le forze armate austroungariche la tenuta da campo M.15, in panno feldgrau ("grigioverde chiaro") che avrebbe dovuto sostituire la M.09 Hechtgrau (in realtà i due modelli convissero fino alla fine del conflitto) ma dalle foto d'epoca sembra che i Landesschützen l'abbiano poco utilizzata. Nel contesto alpino, ove predomina il colore grigio della roccia, la M.15 grigioverde era in effetti poco adatta.
Nel 1917 tuttavia anche ai Landesschützen fu distribuita la giubba detta Karlbluse, con colletto rivoltato, mostrine ridotte, tasche applicate e bottoni scoperti. Piuttosto diffuso fu anche l'utilizzo di materiale ed equipaggiamento italiano di preda bellica, specie nel 1918 con una generalizzata penuria di rifornimenti in tutto l'esercito asburgico.

## Dislocazione
Nei precedenti anni di pace i Landesschützen erano schierati lungo l'intero confine con il Regno d'Italia, dal Passo dello Stelvio alle Alpi Carniche.
- I Reggimento Landesschützen denominato “k.k. I Landesschützenregiment Trient” (formato il 1º maggio 1893) aveva il comando a Trento, e i battaglioni come segue: 1° a Trento, 2° a Strigno, 3° ad Ala e (dal 1913) 4° a Rovereto. L'addestramento estivo si teneva in piccole caserme o presso alberghi appositamente noleggiati a Strigno, Brentonico, Folgaria, Lavarone, Luserna e Pieve Tesino. Il suo settore operativo copriva le Alpi dal confine svizzero al passo del Tonale.
- II Reggimento Landesschützen denominato “k.k. II Landesschützenregiment Bozen” (formato il 1º maggio 1893) aveva il comando a Bolzano, e i battaglioni come segue: 1° a Merano, 2° a Bolzano, 3° a Riva del Garda. L'addestramento estivo si svolgeva a Daone, Storo, Pinzolo, Riva del Garda, Pejo e Vermiglio. Il suo settore d'impiego in caso di guerra correva dal passo del Tonale al Riva del Garda.
- III Reggimento Landesschützen denominato “k.k. III Landesschützenregiment Innichen” , formato il 1º marzo 1909, stazionava d'inverno a San Candido-Innichen, mentre d'estate oltre che nelle stesse località, anche a Moena, passo San Pellegrino, Penia in Val di Fassa, Sesto (Sexten). Aveva i battaglioni come segue: 1° a Fiera di Primiero, 2° a Predazzo, 3° a Cortina, 4° (dal 1913) a Innichen. Comando del reggimento a San Candido-Innichen. Il suo settore operativo andava dalle Dolomiti del Cadore al confine con la Carnia.

## Arruolamento

Mostrine da sottufficiale dei Landesschützen (Stabs-Oberjager - maresciallo). È ben evidente il caratteristico Edelweiss, emblema delle truppe da montagna austriache, di zinco stampato per sottufficiali e truppa, mentre gli ufficiali lo portavano ricamato in filo d'argento su panno verde. Anche le stellette di grado a sei punte (Gradsterne) utilizzate dai sottufficiali erano in metallo stampato o in celluloide, a differenza di quelle utilizzate dagli ufficiali che erano invece ricamate in canottiglia o in filo d'argento o d'oro.

Berretto da campo (Feldkappe) da ufficiale del I Reggimento Landesschützen. Si nota molto bene il piumetto di gallo forcello infilato nella apposita tasca sul lato sinistro, nonché il monogramma imperiale "FJI" e la corona ricamati in filo dorato, attributi esclusivi delle truppe da montagna (Landesschützen e Gebirgs-schützen). Sui bottoni argentati che fermano la fascia è impresso il numero del reggimento in cifre romane. Per i Gebirgs-schützen("fucilieri da montagna") della Landwehr il numero del reggimento era invece in cifre arabe (2 o 22).

Leutnant ("sottotenente") dei Landesschützen.
So notano le insegne del corpo: le controspalline (Schulterklappen) verdi col gallone argentato e il monogramma dell'Imperatore ricamato in oro, il piumetto di gallo forcello (Spielhahnstoss) sul lato sinistro del berretto e le Edelweiss sulle mostrine in panno verde erba. Sulla manica sinistra porta l'emblema dei mitraglieri ricamato in filo dorato, quindi è addetto a una delle sezioni mitragliatrici (Maschinen-Gewehr Abteilung) del battaglione di cui fa parte.

I Landesschützen erano formati da militari in servizio di leva tra i 21 e i 32 anni; è bene ricordare, infatti, che nelle forze armate dell'impero austro-ungarico non vi era un esercito, ma tre: quello imperiale (k.u.k. Heer), quello austriaco (k.k. Landwehr) e quello ungherese (k.u. Honvéd). Quando i giovani erano in età di leva, dovevano trarre a sorte se partire per il servizio militare nell'esercito imperiale o in quello nazionale a cui appartenevano (Landwehr per gli austriaci, boemi, tirolesi, sloveni e triestini e Honvéd per ungheresi, croati, galiziani, ruteni e romeni. I bosniaci avevano un'organizzazione a sé). Se il sorteggio (i trentini chiamavano il servizio militare nar en la cava, cioè "tirare a sorte") determinava l'arruolamento nell'esercito comune, il coscritto tirolese andava solitamente nei tiroler Kaiserjäger; se veniva estratta la Landwehr, andava (se in possesso dei requisiti prescritti) nei Landesschützen. La ferma durava tre anni, ridotti a due nel 1911.
Le reclute erano tutti giovani provenienti da regioni alpine. Moltissimi erano cacciatori o iscritti ad associazioni locali di tiro a segno, che erano molto popolari in Tirolo. Erano cresciuti fin dall'infanzia nel culto dell'Imperatore e della Patria (il Tirolo era una delle regioni più conservatrici e "asburgiche" dell'Impero) e nel mito degli eroi nazionali come Andreas Hofer e Michael Gassmayr.

## Organizzazione
Come tutti i reggimenti della Landwehr austriaca, ciascun reggimento Landesschützen era formato, in tempo di pace, da tre battaglioni. Ogni battaglione aveva una forza (in tempo di pace) di 400 uomini, ripartiti in quattro compagnie ciascuna con 5 ufficiali, 10 sottufficiali e 85 soldati. Comandante del reggimento era un colonnello (Oberst). In totale quindi un reggimento Landesschützen aveva sulla carta un organico di 1430 uomini, compresi gli addetti ai comandi e ai servizi. In realtà, spesso l'organico era ridotto poiché almeno uno dei battaglioni era formato da tre compagnie anziché quattro.
In tempo di guerra, era previsto che ogni reggimento raddoppiasse gli effettivi dei battaglioni in servizio, richiamando i riservisti addestrati fino al 42º anno di età, formando inoltre altri due battaglioni: un Marschbataillon ("battaglione di marcia") e un battaglione complementi e addestramento quadri (Kader-Ersatzbataillon) che portavano la forza del reggimento a 4200 uomini ciascuno più i servizi, per 5000 uomini in totale. Poiché si trattava di contingenti della riserva territoriale (k.k. Landsturm), prendevano la numerazione della riserva ma venivano aggregati ai reggimenti di appartenenza e considerati battaglioni Landesschützen a tutti gli effetti.
L'addestramento dei Landesschützen era rigoroso: marce in montagna, pattuglie, esercitazioni a fuoco in alta montagna, tecnica alpinistica, campi estivi e invernali oltre naturalmente all'addestramento in ordine chiuso, alla cura ed alla conservazione di armi ed equipaggiamentoi. Ogni anno aveva luogo una Grosse Manoever ("grande manovra") alla presenza di generali di alto rango o di principi imperiali. Sull'abilità alpinistica dei Landesschützen vi sono a testimone innumerevoli rapporti di osservatori militari stranieri che assistevano alle esercitazioni di queste truppe alpine tirolesi, dove li vedevano compiere, in assetto da guerra. Essendo le truppe da montagna dell'esercito austro-ungarico, ai Landesschützen fu data ampia scelta di materiale da roccia e da montagna: ramponi, chiodi e martello da roccia, piccozze, sci, corde manilla (una qualità particolare di canapa), occhiali da neve, moschettoni ecc.
I Landesschützen avevano lo stesso armamento dei soldati di fanteria: i soldati erano dotati per lo più di una carabina a canna corta del tipo Steyr-Mannlicher M1895, calibro 8 × 50 mm R e di mitragliatrici Schwarzlose mentre gli ufficiali erano dotati di pistola, sciabola corta e talvolta anche di moschetto. Pistole, generalmente Roth-Steyr M1907 erano in dotazione anche ai mitraglieri, ai sottufficiali e agli specialisti delle trasmissioni e della sanità. Durante il conflitto mondiale, ai Landesschützen venne fornita una vasta dotazione di armi di accompagnamento, come i cannoni da trincea Škoda da 37 mm, lanciabombe e mortai.
Come in tutte le forze armate austro-ungariche, la disciplina era severa. Per i militari negligenti c'erano marce notturne, esercizi fisici supplementari e la camera di punizione (cella). Le mancanze più gravi erano punite con catene, ferri, ceppi. La disciplina militare all'epoca era notevolmente rigida e ai soldati veniva imposto uno stile di vita molto rigoroso, con pulizia costante degli alloggi e dell'equipaggiamento in dotazione, uniforme in perfetto ordine, addestramento formale ed esercizi in ordine chiuso che occupavano pressoché tutta la giornata e la vigilanza dei sottufficiali era inflessibile e incessante.
La lingua di servizio era il tedesco ufficiale in uso nelle Forze Armate asburgiche (Landwehr ed Esercito Imperiale), nella versione "austriaca" che era leggermente diverso dalla terminologia in uso nell'Esercito tedesco. Ai militari trentini veniva richiesto di conoscere quantomeno i comandi fondamentali e di sapersi esprimere sinteticamente; del resto il tedesco era regolarmente insegnato nelle scuole trentine per cui tutti lo conoscevano almeno in forma elementare.
Ad ogni modo, il regolamento di servizio imponeva che gli ufficiali conoscessero anche la lingua parlata da almeno il 20% della truppa del reggimento; le testimonianze e i resoconti concordano tutti sul fatto che gli ufficiali dei Kaiserschützen di origine austriaca parlassero correntemente l'italiano.

Due Kaiserschützen trentini della Val Rendena, appartenenti al III Reggimento, ritratti nel 1917. Portano entrambi l'uniforme da montagna M.15 con l'intero equipaggiamento da combattimento, fucile, tascapane, zaino, e Alpenstock. Il militare sulla destra porta i calzettoni (Wadenstutzen) di lana regolamentari, col sottopiede, da portare con le pezze da piedi, e le ghette (Gamaschen) di tela che impedivano l'entrata di terra e sassi negli scarponi chiodati da montagna; il suo commilitone (che mostra bene la fibbia in ottone a placca con l'aquila bicipite) ha invece dovuto accontentarsi delle fasce mollettiere in panno da fanteria.

Lo specchio della forza delle truppe da montagna in tempo di guerra era stabilito dal regolamento del Ministero della Difesa austriaco (k.k. Ministerium der Landesverteidigung - il Ministero della Guerra o k.u.k. Kriegsministerium era invece riservato all'Imperiale e Regio Governo) e, sulla carta, era prescritto che un reggimento Landwehr (e quindi anche Landesschützen) fosse così strutturato:
- un comando di reggimento (Regimentskommando) con il colonnello comandante, l'aiutante maggiore (Regiments-Adjutant, un capitano o un maggiore) e il veterinario capo (Stabsveterinär), 19 tra sottufficiali e soldati, 7 cavalli da sella, 6 da tiro, 3 carri, 10 cavalli da soma;
- Tre battaglioni Landesschützen, numerati I, II e III, ciascuno con un comando formato da 10 ufficiali di cui 1 medico e 1 cappellano, 131 soldati e sottufficiali, 1 trombettiere, 1 maniscalco, 15 cavalli da sella, 40 cavalli da tiro, 17 da soma, 2 autovetture, 30 carri (15 per le munizioni, 2 per le attrezzature tecniche, 3 per il bagaglio, 3 per i viveri, 2 per le cucine da campo popolarmente dette Gulaschkanonen, 5 di riserva)
- 16 compagnie Landesschützen (quattro per ciascun battaglione), ciascuna con 6 ufficiali (di cui un medico), 18 sottufficiali, 282 soldati suddivisi in 4 plotoni, 24 pionieri (Sappeure), 11 portaferiti, 1 maniscalco, 1 macellaio, 3 cavalli da sella, 3 da tiro, 25 da soma, 3 carri.
- 4 sezioni mitragliatrici (Maschinen-Gewehr Abteilungen, una per ciascun battaglione), ciascuna con 3 ufficiali, 94 soldati, 4 armaioli, 1 maniscalco, 4 mitragliatrici pesanti Schwarzlose mod.07, 3 cavalli da sella, 2 da tiro, 44 da soma (24 dei quali per le munizioni), una officina da campo. A partire dal 1917 le sezioni mitragliatrici ebbero 6 armi anziché 4 e, dal 1918, fino a 8 armi.
- Un battaglione di marcia (Marschbataillon) formato da riservisti del Landsturm, solitamente con il numero IX, composto come sopra.
- Un battaglione di complemento e addestramento reclute (Ersatzbataillon), solitamente con il numero X o XI, composto come sopra.[17]

I battaglioni di complemento e di marcia dei Reggimenti Landesschützen, numerati con IX, X, XI e talvolta XII, fornivano inoltre regolarmente il personale dei forti costruiti sulle posizioni di montagna.
La forza di un reggimento era perciò molto consistente, almeno sulla carta, con una potenza di fuoco e una dotazione di attrezzature ed animali molto più ampia di un reggimento di fanteria italiano o russo dello stesso periodo. Nella realtà però tale forza fu raggiunta solo di rado, a causa di malattie, permessi, perdite e distaccamento di alcuni battaglioni presso altre unità.
Ciascun battaglione Landesschützen aveva, presso il comando di battaglione (Bataillonskommando) un "ufficiale referente" (Referent) di solito con il grado di capitano; questi era un istruttore di alpinismo militare o una guida alpina, espertissimo dei luoghi e delle tecniche di montagna, ed aveva il compito di esaminare ogni piano d'operazioni sia difensive che offensive, così come di ispezionare gli apprestamenti difensivi e le postazioni, e di giudicarne la validità e la fattibilità, in relazione al terreno ed alle condizioni geografiche; e il suo giudizio era definitivo per l'approvazione o meno delle operazioni che si volessero intraprendere. Il Referent era una figura professionale caratteristica ed esclusiva delle truppe da montagna austriache e perciò costituiva un elemento chiave per le operazioni militari in montagna.

## Ufficiali e sottufficiali
In tutti e tre i reggimenti Landesschützen, la composizione etnica della truppa era: 55% di lingua tedesca - 40% di lingua italiana - 5% altri. Per gli ufficiali, tale proporzione era: 80% di lingua tedesca - 15% di lingua italiana - 5% altri. Come per tutta la Landwehr austriaca, gli ufficiali dei Landesschützen provenivano dalla Franz Josef Militärakademie di Vienna (gli ufficiali tirolesi dell'esercito comune Imperiale e Regio, infatti, frequentavano l'Accademia Militare Maria Theresa di Wiener Neustadt e venivano assegnati ai Kaiserjäger) ed erano per il 90% ufficiali di carriera. Gli ufficiali di complemento, che coprivano il restante 10%, provenivano dai ranghi dei "volontari di un anno" (Einjahr-freiwillige), studenti liceali o universitari che si arruolavano volontariamente per un anno di servizio, terminato il quale potevano chiedere la promozione a Leutnant (Sottotenente). Dopo la mobilitazione, gli ufficiali di complemento divennero quasi la maggioranza.
I sottufficiali erano organizzati esattamente come per il resto della Landwehr; fino al grado di Oberjäger (sergente) erano di massima militari di leva con due anni di anzianità di servizio (si rammenta che il servizio militare allora durava tre anni); i gradi superiori venivano assegnati ai militari di carriera provenienti dalle scuole sottufficiali della Landwehr.